# Marcello Semeraro
Marcello Semeraro (Monteroni di Lecce, 22 dicembre 1947) è un cardinale e arcivescovo cattolico italiano, dal 15 ottobre 2020 al 21 aprile 2025 prefetto del Dicastero delle cause dei santi. Il 9 maggio 2025 viene temporaneamente confermato nell'incarico da papa Leone XIV.

## Biografia
Marcello Semeraro è nato il 22 dicembre 1947 a Monteroni di Lecce, provincia ed arcidiocesi di Lecce. Ha ricevuto il battesimo nella chiesa parrocchiale del suo paese di origine il 24 gennaio 1948.

### Formazione e ministero sacerdotale
Ha frequentato dapprima il seminario diocesano di Lecce e poi quello regionale di Molfetta. Ha conseguito, quindi, la licenza e il dottorato in teologia presso la Pontificia Università Lateranense.
Ha ricevuto l'ordinazione sacerdotale l'8 settembre 1971 incardinandosi, ventitreenne, come presbitero della sede metropolitana di Lecce. Dopo l'ordinazione è stato vice-rettore del seminario di Lecce prima, e di quello di Molfetta, poi. Nell'arcidiocesi è stato vicario episcopale per il laicato e per il sinodo diocesano.
Docente di ecclesiologia presso la Pontificia Università Lateranense di Roma.

### Ministero episcopale e cardinalato

#### Vescovo di Oria
Il 25 luglio 1998 papa Giovanni Paolo II lo ha nominato, cinquantenne, vescovo di Oria; è succeduto a monsignor Armando Franco, deceduto il 15 dicembre 1997. Ha ricevuto la consacrazione episcopale il successivo 29 settembre, nella piazza antistante il duomo di Lecce, per imposizione delle mani di monsignor Cosmo Francesco Ruppi, arcivescovo metropolita di Lecce, assistito dai co-consacranti monsignori Domenico Caliandro, vescovo di Ugento-Santa Maria di Leuca, e Donato Negro, vescovo di Molfetta-Ruvo-Giovinazzo-Terlizzi; ha solennemente preso possesso della diocesi, nella basilica cattedrale di Oria, il 10 ottobre seguente.
Il 15 marzo 2001 il pontefice lo ha scelto come segretario speciale della X Assemblea Generale Ordinaria del Sinodo dei vescovi, svoltasi nella Città del Vaticano dal 30 settembre al 6 novembre dello stesso anno, con tema Il Vescovo: Servitore del Vangelo di Gesù Cristo per la speranza del mondo; il 2 ottobre, durante l'assemblea, è stato ricevuto in udienza dal papa Insieme ai suoi fedeli della diocesi di Oria, si è recato nuovamente in pellegrinaggio a Roma il 26 gennaio 2002.
Il 17 ottobre 2003 è intervenuto nella conferenza di presentazione dell'esortazione apostolica post-sinodale Pastores Gregis, assieme ai cardinali Jan Pieter Schotte, C.I.C.M., segretario generale del Sinodo, e Jorge Mario Bergoglio, arcivescovo metropolita di Buenos Aires e relatore aggiunto.
Il 28 aprile 2004 si è recato di nuovo in pellegrinaggio a Roma, assieme ai fedeli di Manduria.

#### Vescovo di Albano
Il 1º ottobre 2004 papa Giovanni Paolo II lo ha nominato, cinquantaseienne, vescovo di Albano; è succeduto ad Agostino Vallini, nominato prefetto del Supremo tribunale della Segnatura apostolica il 27 maggio precedente. Ha preso possesso della sede suburbicaria, nella cattedrale di San Pancrazio, il 27 novembre seguente. Il 1º dicembre dello stesso anno, si è recato nuovamente in Vaticano con i propri fedeli per assistere all'udienza generale del papa.
È stato consultore della Congregazione per il clero e, nella CEI, membro della Commissione episcopale per la dottrina della fede, l'annuncio e la catechesi.
Il 16 gennaio 2007 è intervenuto, come membro della Commissione episcopale per la dottrina della fede, l'annuncio e la catechesi, ad un seminario sul tema del "primo annuncio" organizzato a Roma dalla CEI.
Il 4 maggio 2007 è stato eletto presidente della Nuova Avvenire Editoriale dall'assemblea dei soci, in sostituzione del cardinale arcivescovo di Genova Angelo Bagnasco, eletto alla presidenza della Conferenza Episcopale Italiana.
Nel novembre 2007 è stato al centro di polemiche a livello nazionale per l'allontanamento di tre suore in servizio presso la parrocchia dei Santi Pietro e Paolo ad Aprilia, che si erano rifiutate di fare assistenza all'anziano parroco in cambio di una retribuzione di 800 euro mensili da dividere fra loro tre. La Curia vescovile ha dato spiegazioni in merito, denunciando una "montatura da parte dei media" e un riferimento scorretto dei fatti.
Il 31 gennaio 2009 papa Benedetto XVI lo ha nominato membro della Congregazione delle cause dei santi per un mandato rinnovabile di un quinquennio. Nel giugno 2010 è divenuto presidente della Commissione episcopale per la dottrina della fede, l'annuncio e la catechesi.
Il 13 aprile 2013 papa Francesco lo ha nominato, sessantacinquenne, segretario del Consiglio dei cardinali, chiamati a consigliarlo nel governo della Chiesa universale e a studiare un progetto di revisione della Curia romana. Il successivo 4 novembre lo stesso pontefice lo ha chiamato a ricoprire anche l'ufficio di amministratore apostolico ad nutum Sanctae Sedis dell'abbazia territoriale di Santa Maria di Grottaferrata, dopo le dimissioni per raggiunti limiti d'età del settantacinquenne abate Emiliano Fabbricatore, O.S.B.I.
Nell'ottobre 2014 ha confermato le linee guida pastorali adottate dal predecessore mons. Dante Bernini nei confronti della Fraternità sacerdotale San Pio X, vale a dire il divieto di partecipare alla Messa celebrata o di ricevere sacramenti dai suoi ministri, al fine di non «rompere la comunione con la Chiesa cattolica».
Successivamente, il 4 aprile 2016 è stato nominato delegato pontificio per l'Ordine basiliano italiano di Grottaferrata.
Nel 2015, tra il 4 e il 25 ottobre, prende parte alle XIV assemblea ordinaria del Sinodo dei vescovi, in quanto membro nominato da papa Francesco.

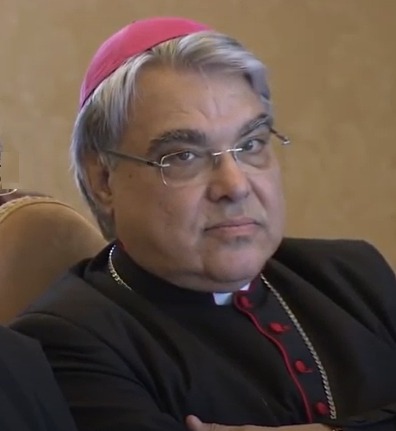
Mons. Semeraro il 4 maggio 2017 durante un'udienza della Segreteria per la comunicazione

Il 13 luglio 2016 è stato nominato membro della Segreteria per la comunicazione, che il 23 giugno 2018 ha assunto il nome di Dicastero per la comunicazione, per un mandato rinnovabile di un quinquennio. Inoltre, il 14 settembre 2019, è divenuto anche consultore della Congregazione per le Chiese orientali.

#### Prefetto della Congregazione delle cause dei santi
Il 15 ottobre 2020, quasi settantatreenne, è stato nominato prefetto della Congregazione delle cause dei santi ed elevato alla dignità di arcivescovo; è succeduto al cardinale Giovanni Angelo Becciu, associato allo scandalo dell'acquisto di un immobile di lusso da 200 milioni di euro a Londra. Contestualmente ha lasciato l'incarico di segretario del Consiglio dei cardinali e la guida della diocesi di Albano, rimanendone amministratore apostolico fino all'ingresso del successore, Vincenzo Viva, avvenuto l'8 settembre 2021.
Il 25 ottobre seguente, durante l'Angelus, papa Francesco ha annunciato la sua creazione a cardinale nel concistoro del 28 novembre seguente, durante il quale riceve la diaconia di Santa Maria in Domnica. Ha preso possesso della stessa in una celebrazione che si è svolta il 28 novembre 2021.
Il 16 dicembre dello stesso anno è nominato membro della Congregazione per le Chiese orientali e del Dicastero per la comunicazione. Il 1º giugno 2022 è nominato membro della Congregazione per il culto divino e la disciplina dei sacramenti.
Con la costituzione apostolica Praedicate evangelium, promulgata il 19 marzo 2022 da papa Francesco, la Congregazione delle cause dei santi ha mutato nome in "Dicastero delle cause dei santi", ma ha mantenuto le funzioni attribuitegli in precedenza dalle previe costituzioni apostoliche; mons. Semeraro, dunque, ne rimane prefetto. 
Il 22 maggio 2023 il principe Carlo di Borbone-Due Sicilie lo nomina gran priore dell'Ordine costantiniano di San Giorgio, succedendo al cardinale Renato Raffaele Martino, nominato gran priore emerito. 
Il 21 aprile 2025 decade dal ruolo di prefetto del Dicastero delle cause dei santi a motivo della morte di papa Francesco.
Il 7 e 8 maggio 2025 ha partecipato come cardinale elettore al conclave che ha portato all'elezione di papa Leone XIV, il quale il 9 maggio lo riconferma donec aliter provideatur nel suo incarico curiale.

## Genealogia episcopale e successione apostolica
La genealogia episcopale è:
- Cardinale Scipione Rebiba
- Cardinale Giulio Antonio Santori
- Cardinale Girolamo Bernerio, O.P.
- Arcivescovo Galeazzo Sanvitale
- Cardinale Ludovico Ludovisi
- Cardinale Luigi Caetani
- Cardinale Ulderico Carpegna
- Cardinale Paluzzo Paluzzi Altieri degli Albertoni
- Papa Benedetto XIII
- Papa Benedetto XIV
- Papa Clemente XIII
- Cardinale Marcantonio Colonna
- Cardinale Giacinto Sigismondo Gerdil, B.
- Cardinale Giulio Maria della Somaglia
- Cardinale Carlo Odescalchi, S.I.
- Cardinale Costantino Patrizi Naro
- Cardinale Lucido Maria Parocchi
- Papa Pio X
- Papa Benedetto XV
- Papa Pio XII
- Cardinale Carlo Confalonieri
- Cardinale Corrado Ursi
- Arcivescovo Cosmo Francesco Ruppi
- Cardinale Marcello Semeraro

La successione apostolica è:
- Vescovo Vincenzo Viva (2021)
- Arcivescovo Gualtiero Isacchi (2022)

## Araldica
| Stemma | Blasonatura | Descrizione |
| ------ | --- | --- |

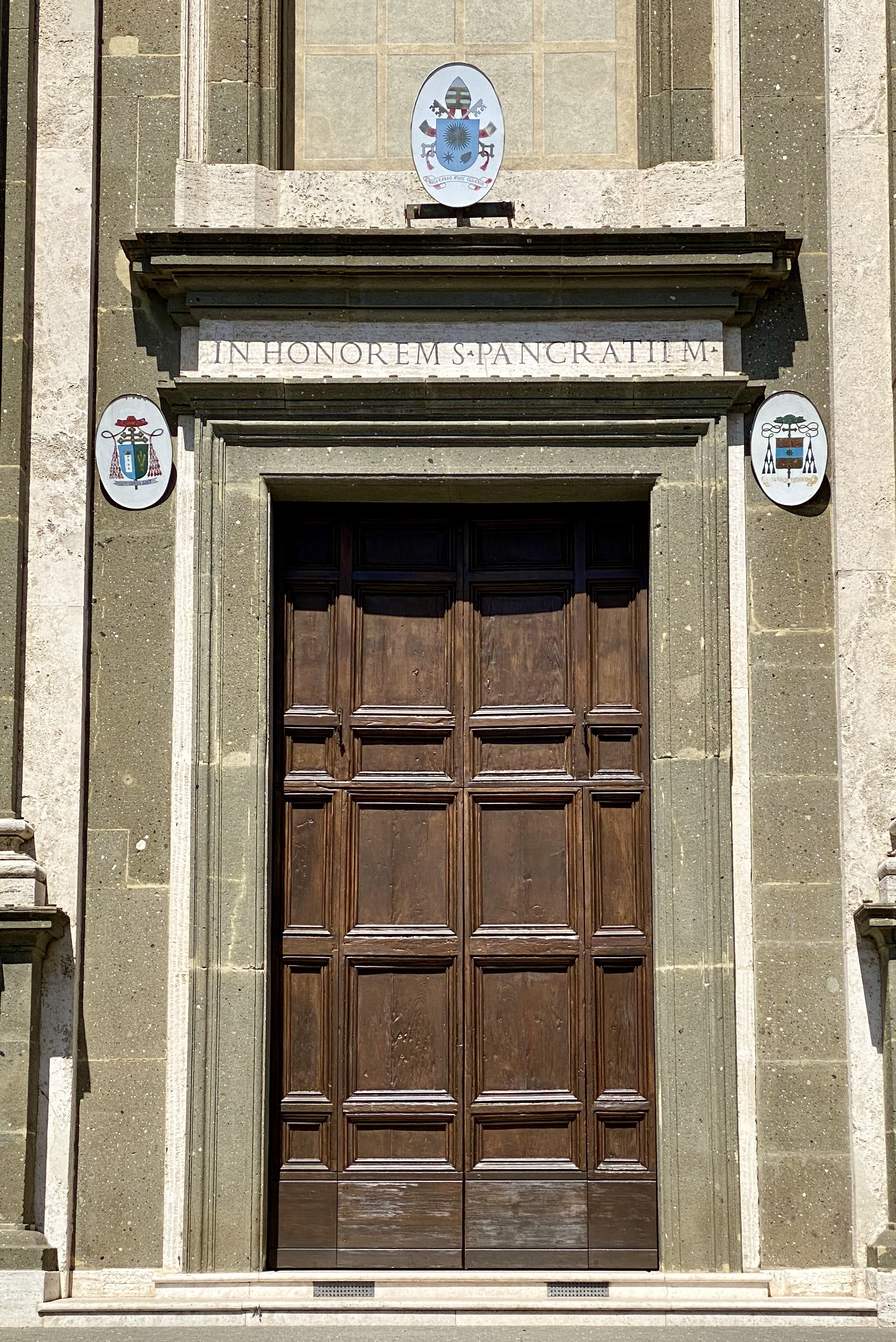
Il portale principale della cattedrale di San Pancrazio ad Albano Laziale, con gli stemmi di papa Francesco, del cardinale vescovo Angelo Sodano e del vescovo Marcello Semeraro (agosto 2020).

|        | D'oro, alla fascia d'azzurro, caricata da una stella di otto punte del campo e accompagnata da sette fiamme di rosso, disposte 4 in capo, 2 e 1 in punta. | L'immagine delle sette fiamme richiama i doni dello Spirito Santo, mentre la stella a otto punte è l'emblema della Vergine Maria, piena di grazia e tempio dello Spirito Santo, icona, in cielo, della Chiesa nel suo compimento e, sulla terra, segno di consolazione e di sicura speranza per il peregrinante popolo di Dio. Il colore della fascia è l'azzurro, simbolo della incorruttibilità del cielo, delle idealità che salgono verso l'alto; rappresenta il distacco dai valori terreni e l'ascesa dell'anima verso Dio. Il campo dello scudo è in oro, il primo tra i metalli nobili, simbolo quindi della prima tra le Virtù teologali: la Fede, grazie alla quale possiamo attingere all'energia salvifica che lo Spirito ci invia con i Suoi sette doni. Il motto che compare sullo stemma è: In Spiritu seminare, tratto da una lettera dell'apostolo San Paolo (Gal 6,8), con il quale il vescovo auspica che il suo ministero sia a vantaggio del popolo di Dio, per l'edificazione della Chiesa. Questo motto rende lo stemma "agalmonico" o "parlante": tale definizione si applica agli stemmi che richiamano il nome del possessore o attraverso i simboli scelti o, come in questo caso, per le parole espresse nel motto che sono un palese riferimento al cognome del cardinale, Semeraro. |

## Onorificenze
Cittadinanza Onoraria di Gravina in Puglia.

## Opere
- Figure di prete, Lecce, Edinova, 1996.
- Mistero, comunione e missione - Manuale di ecclesiologia, Bologna, EDB, 2008, ISBN 978-88-10-40544-4.
- Prima è la misericordia, Albano Laziale, Mither Thev, 2015, ISBN 978-88-99202-04-0.
- Abbi cura di lui. Proposta per uno stile pastorale, Padova, Edizioni Messaggero, 2022, ISBN 978-88-250-5469-9.
- Il francescanesimo di un papa gesuita, Padova, Edizioni Messaggero, 2023, ISBN 978-88-250-5576-4.
- I santi, pellegrini di speranza, Padova, Edizioni Messaggero, 2024, ISBN 978-88-250-5780-5.
- Pier Giorgio Frassati, alpinista dello spirito, Padova, Edizioni Messaggero, 2025, ISBN 978-88-250-6022-5.